# Oeyregave
Oeyregave (okzitanisch Ueire Gave) ist eine französische Gemeinde mit 304 Einwohnern (Stand 1. Januar 2022) im Département Landes in der Region Nouvelle-Aquitaine (vor 2016 Aquitaine). Sie gehört zum Arrondissement Dax und zum Kanton Orthe et Arrigans.

## Geografie
Die Gemeinde Oeyregave liegt an der Grenze zum Département Pyrénées-Atlantiques am Fluss Gaves Réunis, der hier aus dem Zusammenfluss von Gave d’Oloron und Gave de Pau entsteht, 24 Kilometer südlich von Dax und rund 40 Kilometer ostnordöstlich von Bayonne. Nachbargemeinden sind Peyrehorade im Norden, Cauneille im Nordosten, Sorde-l’Abbaye im Osten, Came im Süden sowie Hastingues im Westen und Südwesten.

## Bevölkerungsentwicklung
| Jahr                       | 1962 | 1968 | 1975 | 1982 | 1990 | 1999 | 2006 | 2014 | 2021 |
| Einwohner                  | 344  | 425  | 402  | 350  | 289  | 293  | 317  | 350  | 310  |
| Quellen: Cassini und INSEE |      |      |      |      |      |      |      |      |      |

## Sehenswürdigkeiten

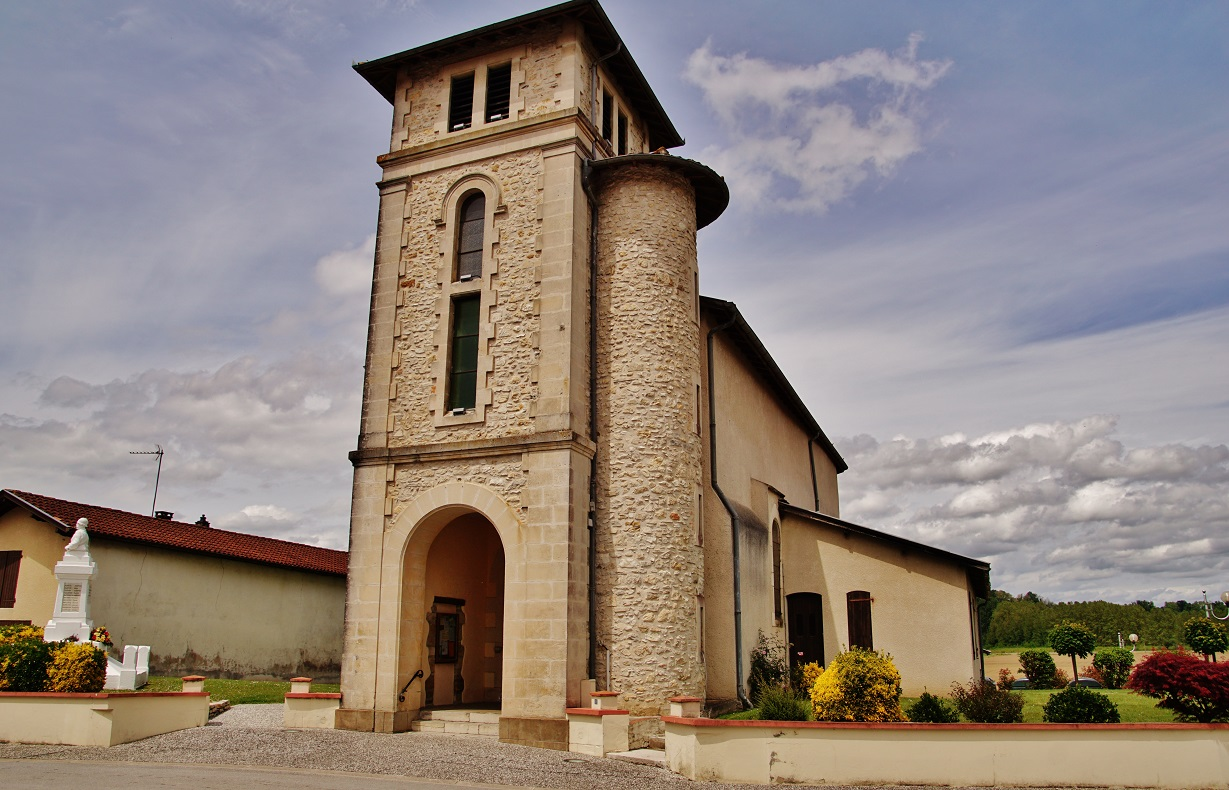
Kirche Notre-Dame
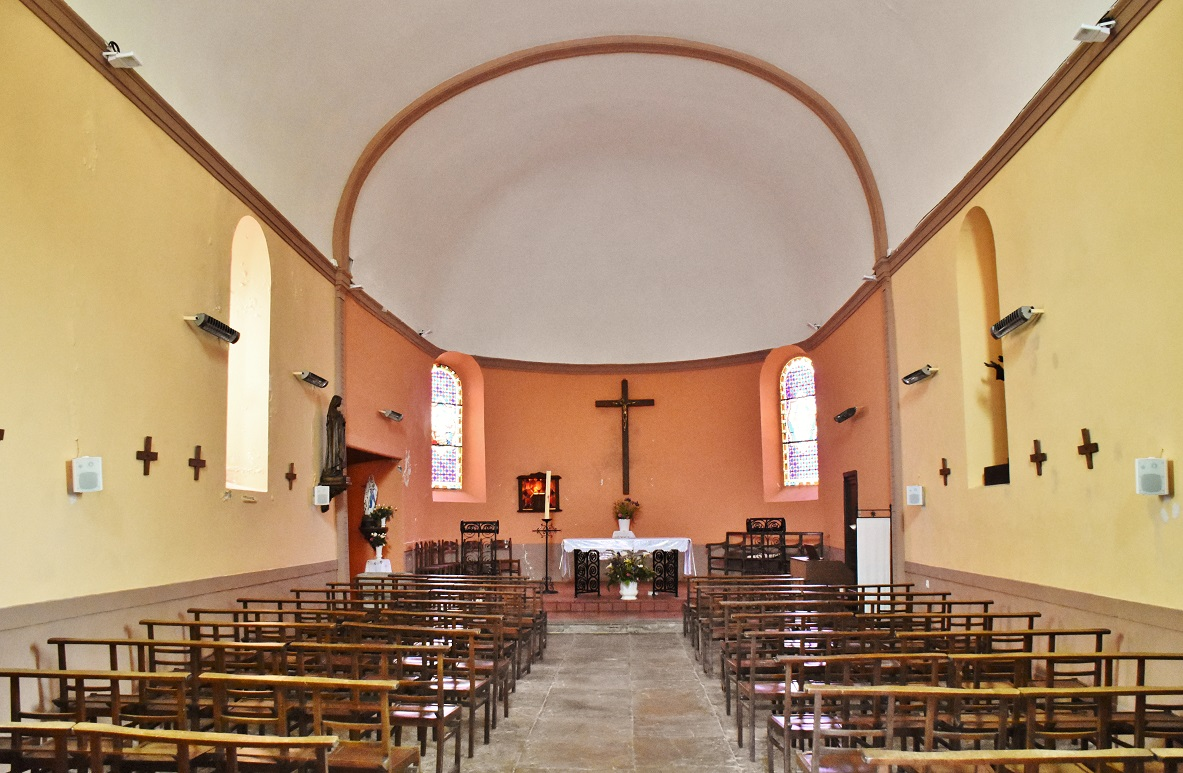
Inneres der Kirche
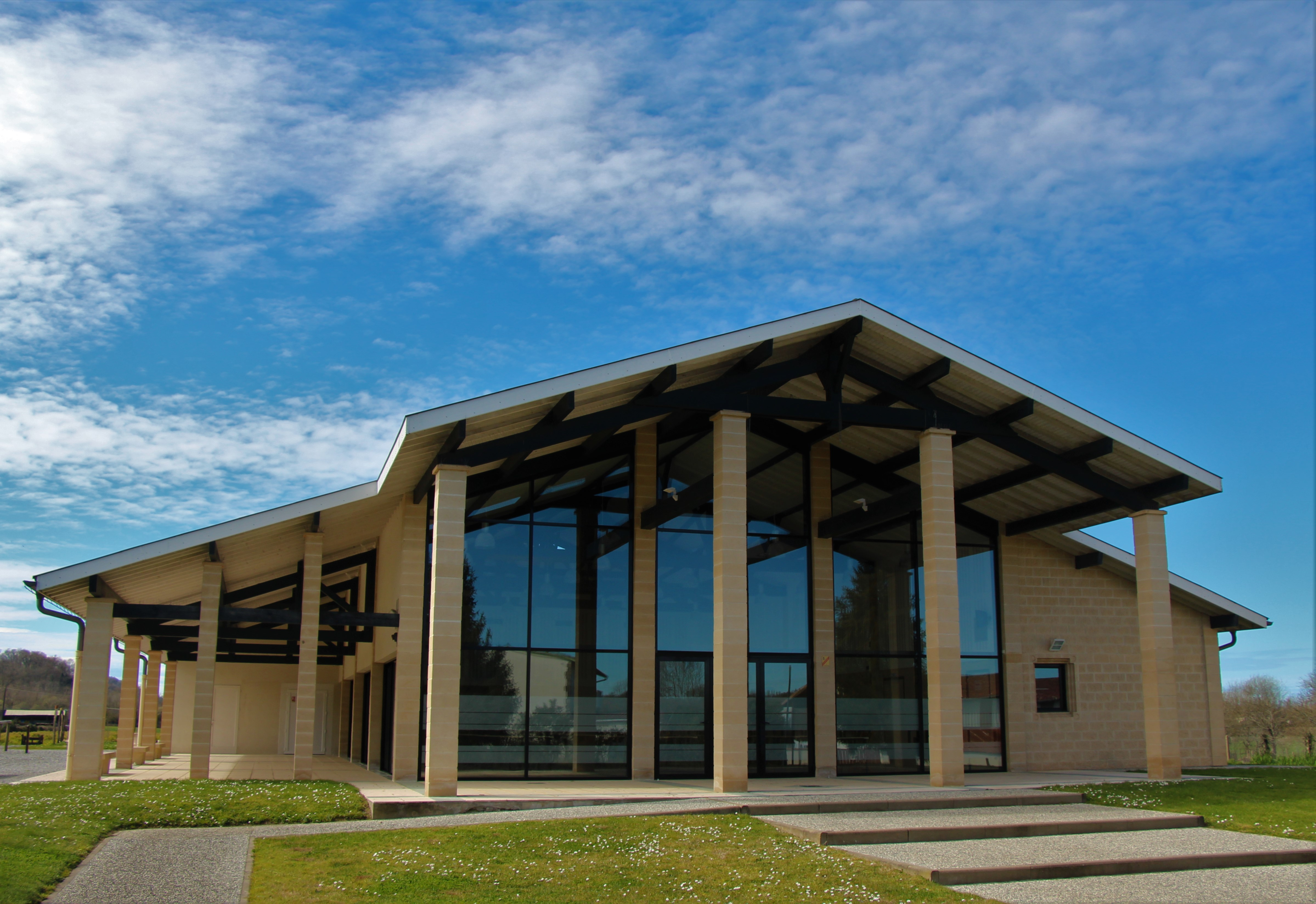
Gemeindefesthalle

- Schloss Esté
- Wasserturm

- Kirche Notre-Dame
- Inneres der Kirche
- Gemeindefesthalle